# Lymantriades xuthosterna
Lymantriades xuthosterna är en fjärilsart som beskrevs av Turner 1924. Lymantriades xuthosterna ingår i släktet Lymantriades och familjen tofsspinnare. Inga underarter finns listade i Catalogue of Life.